# ユービオス
株式会社ユービオスは、福岡県糟屋郡宇美町の商業施設ライフプラザ・ユービオスを運営する企業。

## 概要
元々は寿屋宇美店の入居する建物を管理する企業だったが、1994年より「ライフプラザ・ユービオス」の形成を始めている。寿屋の経営破綻による閉店で様々なテナントが入居するショッピングセンターになり、それを運営する企業となった。
宇美駅近くに立地。

## 沿革
- 1981年  - 株式会社上宇美再開発ビル設立。
- 1982年5月1日 - 核店舗である寿屋宇美店が開店。
- 1994年 - ユービオスに社名変更。
- 2002年 - 寿屋の破綻により寿屋宇美店休業→閉店。
- 2002年7月-西鉄ストアが開店

## 主なテナント
- 1階 食品を中心としたフードフロア
  - 西鉄ストア宇美店
  - 西日本シティ銀行宇美支店
  - マクドナルド(2015年閉店) → オックスバーガー(次の年で閉店)
  - ファーストフード アンアン
  - ドラッグイレブン宇美店
- 2階 衣料品を中心としたファッションフロア
  - サンキ宇美店
  - キャンドゥ
- 3階 インテリアと日用雑貨のフロア
  - ナカムタ商会宇美店
  - ピノキオランド
  - カーブス　ユービオス宇美店（２０２２年１０月開店）